# Nhà Długosz ở Sandomierz
Nhà Długosz ở Sandomierz (tiếng Ba Lan: Dom Długosza w Sandomierzu) là một tòa nhà lịch sử được xây dựng vào thế kỷ 15, tọa lạc tại số 9 phố Jana Długosza, Sandomierz, Ba Lan. Tòa nhà này đã được ghi danh vào Sổ đăng ký các di tích bất động trong tỉnh Świętokrzyskie của Viện Di sản Quốc gia Ba Lan.

## Lịch sử
Nhà Długosz ở Sandomierz được xây dựng vào năm 1476 theo phong cách kiến trúc Gothic muộn. Sau đó, tòa nhà được xây dựng lại hai lần, một lần vào thế kỷ 16 (bổ sung một tầng áp mái) và lần còn lại vào thế kỷ 17. Tòa nhà rơi vào tình trạng đổ nát vào thế kỷ 19. Theo khởi xướng của Giám mục Włodzimierz Jasiński, tòa nhà được tân trang toàn diện từ năm 1934 đến năm 1936 để trở thành trụ sở của Bảo tàng Giáo phận. Bảo tàng này sở hữu một bộ sưu tập các tác phẩm nghệ thuật thiêng liêng được các giám mục của Sandomierz thu thập. Sau khi công cuộc cải tạo Nhà Długosz hoàn tất, các bộ sưu tập của bảo tàng được chuyển đến địa điểm này. Lễ khai trương Bảo tàng Giáo phận diễn ra trong tòa nhà vào ngày 26 tháng 10 năm 1937.